# Sigismund Gorazdowski

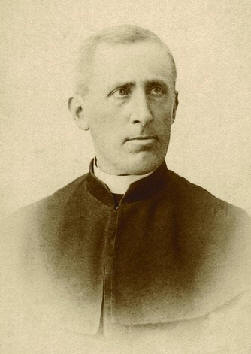
Sigismund Gorazdowski

Sigismund Gorazdowski (* 1. November 1845 in Sanok, damals Österreich-Ungarn; † 1. Januar 1920 in Lemberg, damals Polen) war ein katholischer Priester, Ordensgründer und Heiliger.

## Leben
Sigismund Gorazdowski wurde in der galizischen Stadt Sanok als Sohn polnischsprachiger Eltern geboren. Er besuchte die weiterführende Schule und nahm 1863 am Januaraufstand der Polen gegen die russische Herrschaft teil. Nach dem Schulabschluss begann er zunächst ein Studium der Rechtswissenschaften, wechselte dann aber ins lateinische Priesterseminar in Lemberg.
Sigismund empfing 1871 die Priesterweihe. Er wirkte zunächst als Vikar und Verwalter in den Pfarreien von Tartakow, Wojnilow, Bukaczowce, Grod Jagelonski and Zydaczow. 1877 wurde er zum Pfarrer der Gemeinde St. Nikolaus in Lemberg ernannt. Er rief mehrere caritative Einrichtungen, u. a. eine Suppenküche und ein Armenhaus sowie ein Hospiz, ins Leben und kümmerte sich besonders um Bedürftige und Obdachlose. Außerdem gründete er 1884 die Kongregation der Schwestern des heiligen Josef. Er wurde von Papst Johannes Paul II. 2001 selig- und von Papst Benedikt XVI. 2005 heiliggesprochen.
Sein Gedenktag in der Liturgie ist der 1. Januar.